# Diecezja Pathein
Diecezja Pathein – rzymskokatolicka diecezja w Mjanmie. Powstała w 1955 jako diecezja Bassein. Pod obecną nazwą od 1991.

## Ordynariusze
- George Maung Kyaw † (1955 - 1968)
- Joseph Mahn Erie † (1968 - 1982)
- Joseph Valerius Sequeira † (1986 -1992)
- John Gabriel † (1992 - 1994)
- Charles Maung Bo, S.D.B. (1996 - 2003)
- John Hsane Hgyi † (2003 - 2021)
- Henry Eikhlein (od 2023)